# 利京

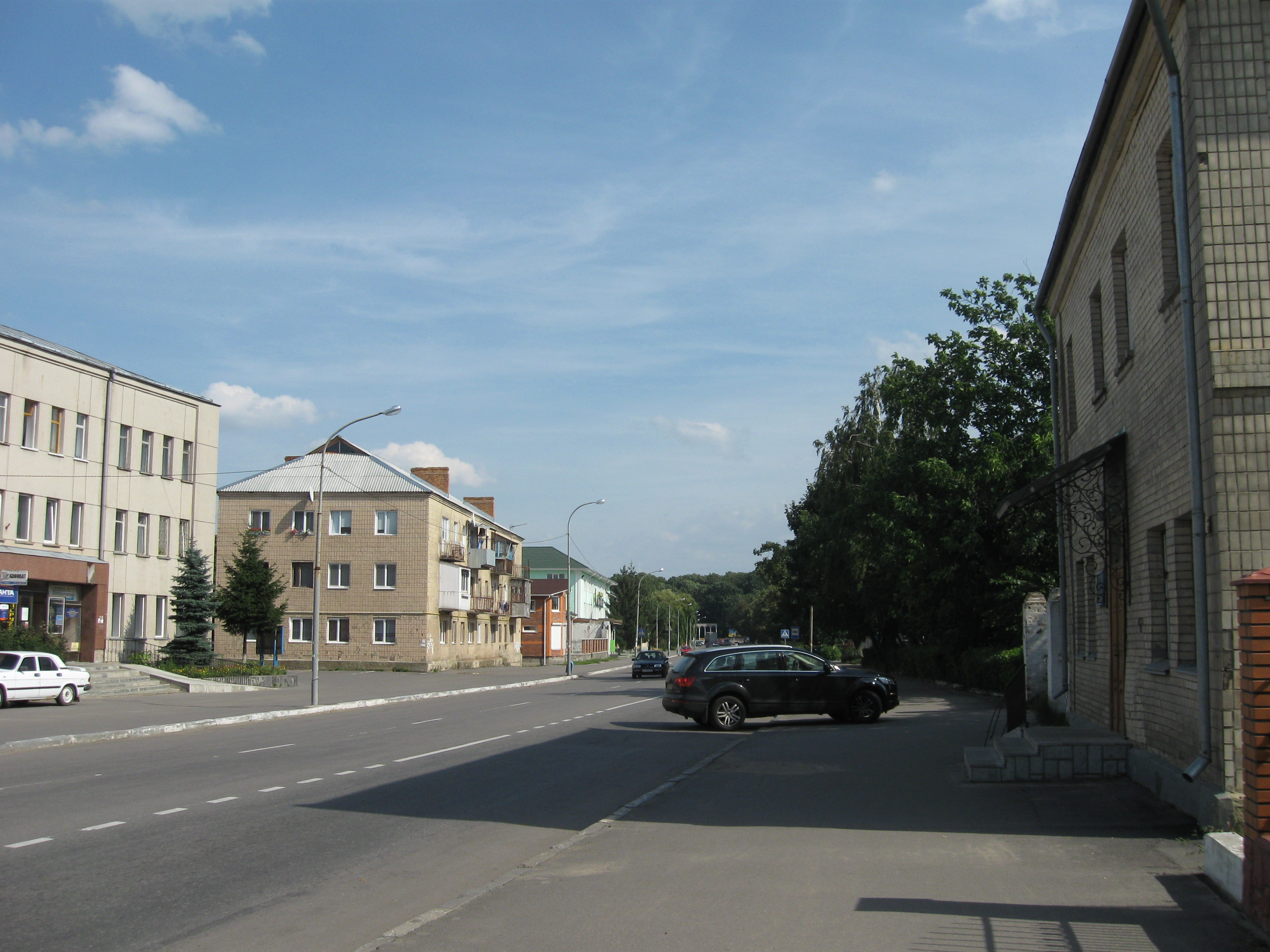
镇中心

利京（羅馬化：Lityn；又译利廷）是烏克蘭西南部文尼察州文尼察區利廷市镇内的鎮及其行政中心。處於文尼察西北面30公里，始建於1431年，面積6.79平方公里，海拔高度254米，2011年人口6,751，人口密度每平方公里994人。